# Mogincual (distrito)
Mogincual ou Mongicual é um distrito da província de Nampula, em Moçambique, com sede na povoação de Namige. Com a desanexação do distrito de Liúpo na reforma administrativa de 2013, o distrito perdeu os postos administrativos deLúpio e Quinga.. A sede do distrito regressou então a Namige, de onde havia saído para Liúpo por motivos de segurança devido à Guerra Civil.

Tem limite, a norte e nordeste com o distrito de Liúpo, a oeste com o distrito de Meconta, a sudoeste com o distrito de Mogovolas, a sul com o distrito de Angoche e a sudeste com o Oceano Índico.

## Demografia
Em 2007, o Censo indicou uma população, pré reforma de 2013, de 129 969 residentes representando um aumento de 40,8% em relação aos 92 320 habitantes registados em 1997. Com uma área de 4274  km², a densidade populacional rondava os 30,41 habitantes por km²..

## Divisão administrativa
O distrito está dividido em dois postos administrativos, Namige e Quixaxe, compostos pelas seguintes localidades:
- Posto Administrativo de Namige:
  - Namige
  - Naminane
- Posto Administrativo de Quixaxe:
  - Quixaxe